# بئاتریس سائونه
بئاتریس سائونه (انگلیسی: Beatrice of Saone)، کنتس ادسا از سال ۱۱۳۴ تا ۱۱۵۰ میلادی بود. همسر نخست وی، ویلیام زادانا، بود که در سال ۱۱۳۲/۱۱۳۳ درگذشت تا کنترل و اداره قلعه سائونه در شاهزاده‌نشین انطاکیه به همسرش برسد. بئاتریس پس از آن با ژوسلین دوم، کنت ادسا ازدواج کرد و از وی صاحب ۳ فرزند شد. پس از سقوط ادسا و اسیر شدن ژوسلین، وی برای واگذاری مناطق باقی‌مانده کنت‌نشین سقوط کرده ادسا به امپراتوری بیزانس، با امپراتور آن مذاکره کرد. پس از توافق میان طرفین و واگذاری قلعه‌ها به امپراتوری، وی به همراه فرزندانش به سائونه رفتند و در آنجا مستقر شدند.